# Schlagzugzähigkeit

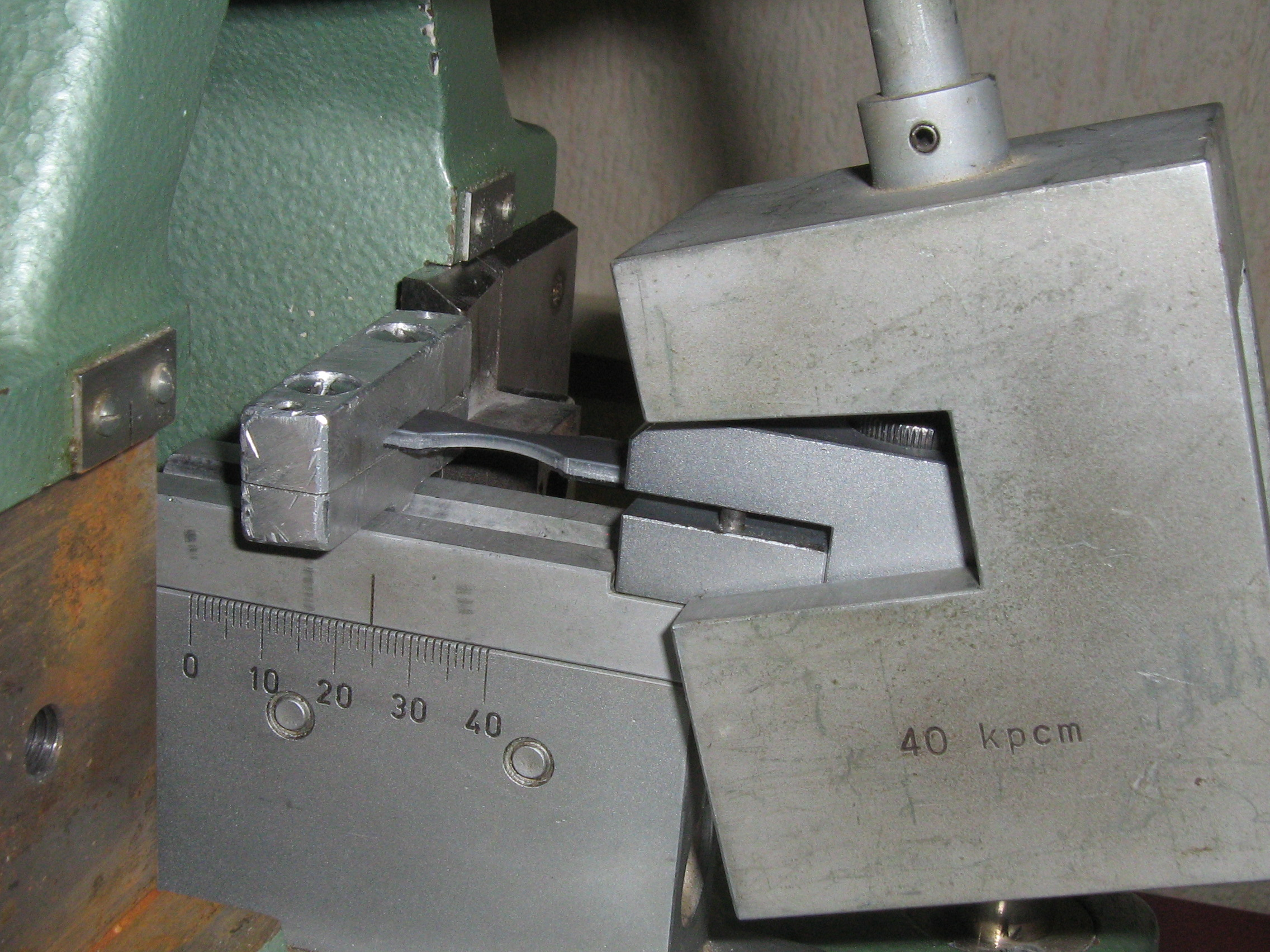
Prüfanordnung zur Bestimmung der Schlagzugzähigkeit

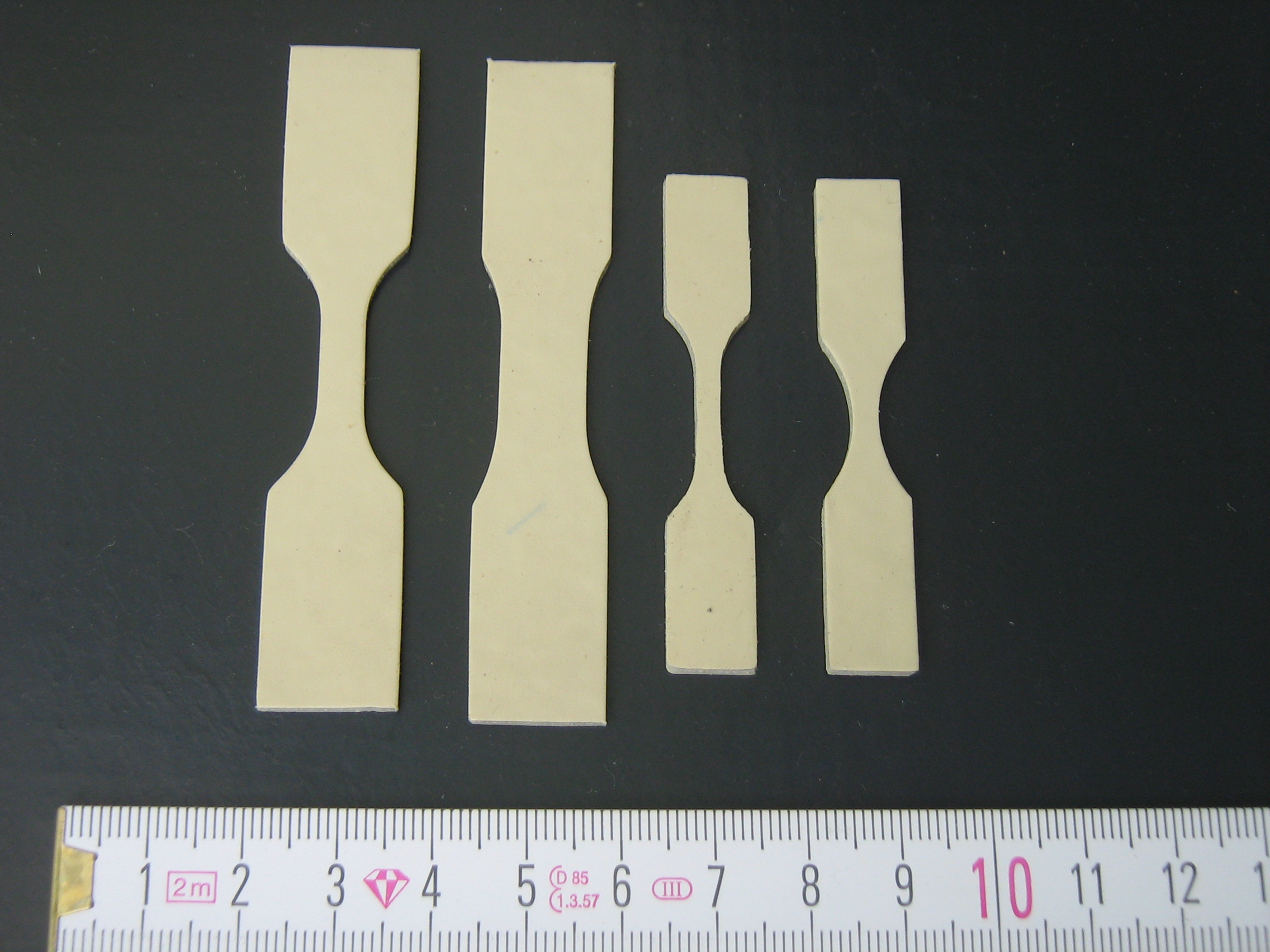
Mögliche Prüfkörper für Schlagzugversuche

Die Schlagzugzähigkeit beschreibt die Fähigkeit eines Werkstoffes, vor allem eines Kunststoffs, Stoß- und Schlagenergie zu absorbieren. Die Schlagzugzähigkeit wird berechnet als das Verhältnis aus Schlagzugarbeit und Prüfkörperquerschnitt (Maßeinheit kJ/m²).

## Bestimmung
Die Schlagzugzähigkeit wird mit dem Schlagzugversuch bestimmt. Er wird nach (DIN 53448) häufig mit einem Pendelschlagwerk durchgeführt. Dabei wird eine Zugprobe so eingespannt, dass sie durch den Pendelhammer gestreckt oder abgerissen wird. Dabei wird die verbrauchte Schlagarbeit ermittelt.
Der Pendelhammer wird durch die Probe abgebremst und verliert dadurch Energie. Aufgrund des Auslenkwinkels, des definierten Pendelhammergewichts und der Pendellänge kann die Schlagarbeit berechnet werden. Diese wird an den verwendeten Geräten direkt angezeigt, muss aber um die elastische Schleuderarbeit des verwendeten Querjochs korrigiert werden.

## Normung
- DIN EN ISO 8256  Kunststoffe – Bestimmung der Schlagzugzähigkeit (ISO 8256:2004)
- DIN EN 28256 Schlagzugversuch